# 阿什利鎮區 (密蘇里州派克縣)
阿什利鎮區（英語：Ashley Township）是位於美國密蘇里州派克縣的一個行政鎮區。

## 地方資料
阿什利鎮區的面積為90.48平方千米，當中陸地面積為90.12平方千米，而水域面積為0.37平方千米。根據2020年美國人口普查的數據，當地共有人口553人，而人口密度為每平方千米6.11人。